# Oh Jonathan – oh Jonathan!
Oh Jonathan, Oh Jonathan! ist ein deutscher Kinofilm des Regisseurs Franz Peter Wirth aus dem Jahr 1973. Es handelt sich dabei um eine Neuverfilmung der US-amerikanischen Filmkomödie Die ewige Eva aus dem Jahr 1941. Die Uraufführung fand am 10. Mai 1973 in München statt.

## Inhalt
Auf dem Sterbebett bittet der Konsul und Millionär Jonathan Reynold seinen verwöhnten Sohn Tobias, ihm nun endlich seine Verlobte vorzustellen. Doch die mondäne Gloria ist unauffindbar. Um dem Vater dennoch seinen letzten Wunsch zu erfüllen, überredet Tobias in seiner Not die Sängerin und Garderobiere Eva Schmidt, die er gerade erst zufällig kennengelernt hat, sich als seine Verlobte auszugeben. Jonathan Reynold ist von dem Anblick der hübschen und natürlichen Frau erfreut und schläft friedlich ein. Doch am nächsten Tag wacht der vermeintlich Verstorbene überraschend auf, und wider Erwarten kehren seine Lebensgeister zurück. Um den Vater zu schonen, muss Tobias wohl oder übel bis auf weiteres das vorgespiegelte Szenario aufrechterhalten, und Eva muss ihre Rolle weiterspielen. Als Jonathan Reynold ein großes Fest anberaumt, hat der Sohn zwei Probleme: Er kann dem gebrechlichen Vater nicht die Wahrheit sagen, denn dies verbietet kategorisch sein Arzt Dr. Heizer. Andererseits will Gloria nicht einfach auf Tobias verzichten, aber auch Eva gefällt ihre Rolle sichtlich gut.
So entspinnt sich eine Verwechslungskomödie, bis der Konsul die wahre Identität von Eva Schmidt erfährt. Dieser versucht nun alles, damit Tobias erkennt, dass Eva als Auserwählte viel besser zu ihm passt. So verhindert er Evas Abfahrt nach Schleswig und lädt sie in sein bevorzugtes Lokal ein. Beim Anblick des Samba tanzenden „schwerkranken“ Konsuls erleidet Dr. Heizer einen Nervenzusammenbruch. Nachdem Jonathan einem Pressefotografen mitteilt, dass Eva seine zukünftige Schwiegertochter sei und diese Nachricht in einem Boulevardblatt erscheint, verlassen Gloria und ihre Mutter daraufhin München, so dass Evas und Tobias’ Verbindung nichts mehr im Wege steht.

## Kritik
„Im Stil eines Verwechslungsschwanks inszeniert, ansehnlich wegen der schauspielerischen Leistung Heinz Rühmanns.“

Die Deutsche Film- und Medienbewertung FBW in Wiesbaden verlieh dem Film das Prädikat wertvoll.